# Liolaemus hernani
Liolaemus hernani este o specie de șopârle din genul Liolaemus, familia Tropiduridae, descrisă de Michel Sallaberry și Rayner Núñez Aguila în anul 1982. A fost clasificată de IUCN ca specie cu risc scăzut. Conform Catalogue of Life specia Liolaemus hernani nu are subspecii cunoscute.